# Lijst van personages uit Family Guy
Dit is een lijst van personages uit Family Guy.

## Hoofdpersonen

### Familie Griffin
- Peter Griffin is het hoofd van deze familie uit Quahog (Rhode Island) en wordt vaak getoond als de protagonist van de show. Peter komt niet altijd even intelligent voor de dag en wordt op een gegeven moment zelfs tot achterlijk verklaard. Hij is werkzaam bij de brouwerij van zijn favoriete biermerk "Pawtucket Patriot Ale", na in de eerste drie seizoenen in een speelgoedfabriek gewerkt te hebben. Hoewel (meestal) niet slecht bedoeld, brengt hij door zijn impulsieve roekeloosheid vaak zijn medemens in de problemen. Sinds seizoen 16 heeft hij zichzelf wat meer onder controle, maar slim is hij nog steeds niet echt.
- Lois Griffin-Pewterschmidt is de echtgenote van Peter Griffin, huismoeder en werkt thuis bij als pianolerares. Ze is de dochter van staalmagnaat Carter Pewterschmidt. Lois houdt aan het begin van de serie veel van haar gezin en probeert met een gezonde dosis verstand de normen van fatsoen binnen het huis in stand te houden. In latere afleveringen is haar karakter veel minder braaf: ze is meerdere keren hypocriet, er wordt soms gesuggereerd dat ze drugs gebruikt en op seksueel gebied niet terugdeinst voor bizarre experimenten, ze heeft vaak de neiging om seks te hebben met Peter terwijl hij dat niet wil.
- Megatron Griffin is een puber die vrij snel van emotie wisselt, tussen frustatie en aardig zijn. Ze heeft veel problemen met haar zelfvertrouwen, voornamelijk verpest door haar ouders en omdat ze het moeilijk vindt voor haar zelf op te komen, de enige aflevering waarin ze dit doet is Seahorse Seashell Party. Ze is het zwarte schaap van de familie en is meerdere malen het slachtoffer van huiselijk geweld, zowel emotioneel als lichamelijk, dit is verminderd sinds de 6e aflevering van seizoen 14. Zowel haar uiterlijk als haar innerlijk wordt vaak bespot en haar beperkte vriendengroep bestaat uit andere buitenbeentjes. Desondanks heeft ze wel een aantal vriendjes gehad, hoewel deze relaties allemaal snel stuk liepen. 'Meg' is niet de afkorting van 'Megan', in tegenstelling tot wat velen denken: in A Fistful of Meg is in een flashback te zien dat Peter het geboortecertificaat van Meg verandert van 'Megan' naar 'Megatron'.
- Christopher Griffin is een tiener die veel gelijkenissen vertoont met zijn vader Peter. Hij is in feite een jongere versie van zijn vader: gezet, erg dik en niet zo snugger. Hoewel Chris' intelligentie soms toe lijkt te nemen, is hij in de eerste seizoenen vaak duidelijk minder slim dan zijn vader. Op zijn talent voor tekenen en schilderen na blijft hij onpopulair op school, veelal vanwege zijn sociale achterstand.
- Stewart Gilligan Griffin is een diabolisch snuggere baby die spreekt met een Brits accent. Soms lijkt het alsof de rest van het gezin hem niet verstaat, maar soms verstaan ze hem wel. Brian kan in ieder geval fulltime met hem praten, Chris, Meg en Peter kunnen het in latere seizoenen ook parttime. Stewie draagt vaak futuristische wapens bij zich en probeert regelmatig de wereld te veroveren. Dit laatste is vooral te zien in de eerste afleveringen: zijn moordlust komt in de latere seizoenen nauwelijks terug. In plaats daarvan is hij vriendelijker en menselijker geworden, al blijft hij niet bepaald een sympathiek personage. Zijn bijzondere uitvindingen komen wel vaak terug. Hij noemt zijn moeder 'Lois' of 'bitch' en zijn vader 'Peter' of 'fat man', maar soms spreekt hij hen gewoon aan met 'Mum' en 'Dad'. In de latere seizoenen lijkt Stewie erg naar de homoseksuele kant te neigen, hoewel hij ook regelmatig geïnteresseerd is in het vrouwelijke geslacht. Seth MacFarlane heeft zelf verklaard dat Stewie biseksueel is.
- Brian Griffin is de antropomorfe hond van de familie. Hij is, ondanks zijn chronische alcoholverslaving, ongewone rookverslaving en overwonnen drugsverslaving, vaak het normaalste en het meest volwassen gezinslid. Hoewel Brian kan praten geldt dat niet voor veel andere honden in het Family Guy-universum. Brian is zeer intellectueel, intelligent en houdt van opera en literatuur, hoewel hij zelf onsuccesvol is in de schrijfkunst. Terwijl vrijwel al zijn relaties snel stuklopen blijft hij een zwak houden voor Lois, vaak tot grote ergernis van Lois zelf. Hoewel hij Stewie in de eerdere series regelmatig tot last komt en bijna nooit bij zijn naam noemt en enkel aanspreekt met 'kid' is hun relatie uitgegroeid tot een trouwe vriendschap, hoewel ze elkaar in sommige afleveringen nog steeds tot last zijn. Hij komt open uit voor zijn liberalisme en atheïsme, vaak tot de irritatie van zijn naasten. In de aflevering Life of Brian wordt Brian aangereden en overlijdt hij. Zijn laatste woorden waren: "You've given me a wonderful life. I love you all." Letterlijk vertaald: "Jullie hebben me een prachtig leven gegeven. Ik hou van jullie allemaal." In de aflevering Christmas Guy gaat Stewie terug in de tijd om Brians leven te redden. Dat lukt en Brian is weer terug in de serie.

### Familieleden
- Karen "Heavy Flo" Griffin is/was Peters zus. Ze is professioneel worstelaar en lijkt als twee druppels water op hem. Karen blijkt de reden te zijn van Peters pesterijen naar Meg, omdat zij hem vroeger veel gepest heeft. Tijdens een wedstrijd wordt zij door Meg knock-out geslagen met een klapstoel, waardoor ze in coma raakt. Aan het einde van de aflevering, blijkt dat ze niets konden doen.
- Francis Griffin was de adoptievader van Peter en was eerder getrouwd met Thelma. Hij was een zeer toegewijd katholiek en hekelt Lois omdat ze protestants is. Met enige regelmaat noemde hij haar een "protestant whore". Hij keurde haar afkomst af en is kwaad dat Peter niet met een Ierse vrouw is getrouwd. Francis had een baan in een metaalfabriek, maar na zijn korte pensioen werd hij lijfwacht van de paus. Op de 17e verjaardag van Meg probeert Peter dronken en verkleed als clown met een eenwieler van de trap te rijden. Hij valt en landt recht op Francis die later in het ziekenhuis overlijdt. Zijn laatste woorden waren: "Peter... you're a fat stinking drunk!". Letterlijk vertaald: "Peter, je bent een dikke vieze dronkaard!"
- Mickey McFinnigan is de biologische vader van Peter. Wanneer Francis overlijdt, ontdekt Peter dat hij niet zijn echte vader is. Zijn moeder vertelt hem dat ze 40 jaar geleden op vakantie is geweest naar Ierland en daar zijn echte vader heeft ontmoet. Mickey moet niks van Peter weten en bespot en pest hem, tot hij uitgedaagd wordt voor een drankspel en Peter glansrijk wint.
- Thelma Griffin was de kettingrokende ex-vrouw van Francis en moeder van Peter. In tegenstelling tot Francis was zij meestal vriendelijk en kon ze goed opschieten met Lois. In de aflevering Mother Tucker begint ze een relatie met Tom Tucker, maar ze gaan in dezelfde aflevering nog uit elkaar. In seizoen 12 overlijdt ze aan een beroerte. Hier is toe besloten, omdat stemactrice Phyllis Diller overleed, hoewel Thelma in seizoen 11 wat cameo's maakte waar ze niets zei.
- Babs Pewterschmidt is de moeder van Lois en de vrouw van Carter. Er wordt meermaals gemeld dat ze enkel met hem getrouwd is om zijn geld en erfgoed. Ze is vernederend, maar beleefder naar Peter dan Carter. Ze blijkt jarenlang verzwegen te hebben dat ze een joodse overlever van de Holocaust is. Ze was eerder getrouwd met Ted Turner en vergeeft Carter zijn slippertje, omdat ze zichzelf te oud vindt om nog een andere man te zoeken.
- Carter Pewterschmidt is de vader van Lois en getrouwd met Babs. Hij is een miljardair, heeft zijn eigen bedrijf genaamd Pewterschmidt Industries en is lid van de jachtclub. Het is een dominante, manipulatieve en slinkse man en hij heeft zelfs een kleine haat voor Peter. Hij beledigt en vernedert hem regelmatig. In seizoen 9 gaat hij vreemd, waarschijnlijk om het Babs betaald te zetten dat zij een one-night stand gehad heeft met acteur-komiek Jackie Gleason. Hij is groot aandeelhouder in medicatie, ontdekt door Brian en Stewie.
- Carol Pewterschmidt is de zus van Lois. In seizoen 3 wordt ze zwanger en bevalt ze van een baby, die nooit meer in beeld gekomen is. Wanneer zij na haar negende scheiding tijdelijk bij de Griffins komt wonen, ontmoet ze burgemeester Adam West. Ze trouwt direct met hem.
- Patrick Pewterschmidt is de broer van Lois. In seizoen 4 komt Lois erachter dat zij nog een oudere broer heeft. Ze breekt in bij haar ouders, zoekt zijn adres op en ontdekt dat het een psychiatrische kliniek is. Hij heeft een ongelofelijke hekel aan mensen met overgewicht door een trauma uit zijn jeugd. Hij was er namelijk getuige van dat zijn moeder Babs vreemd ging met Jackie Gleason. Lois neemt hem mee naar huis, maar krijgt daar al snel spijt van als er een reeks aan moorden in de buurt plaatsvinden en Patrick uiteindelijk Peter probeert te wurgen. Jaren later ontsnapt hij uit de kliniek. Sindsdien is er niets meer van hem vernomen.

## Buren

### Familie Brown
- Cleveland Brown Sr. is de slome buurman van de familie. Hij komt in de eerste seizoenen vaak rustig en geduldig over, hoewel dit soms een contrast veroorzaakt met de gewelddadige humor in de serie. Cleveland is een Afro-Amerikaan, die naar manifestaties als de 'Million Man March' gaat. Dit bewijst dat hij trots is op zijn zwarte roots. Via een flashback komen we te weten dat Cleveland in zijn jongere jaren een zeer getalenteerde veilingmeester was, tot een bedrijfsongeval ervoor zorgde dat hij zijn welbespraaktheid verloor. Zijn huis wordt vele keren verwoest door Peters streken, meestal gebeurt dit terwijl hij in bad zit, eerst zegt hij meestal: "No, no, no, no, no, nooo!", waarna hij meestal met badkuip en al op zijn tuinpad landt en waarop doorgaans een oneliner volgt. Hij is de uitbater van een eigen delicatessenwinkel genaamd Cleveland's Deli. Cleveland verlaat de serie wanneer hij naar Stoolbend (Virginia) verhuist, om in zijn eigen spin-off genaamd The Cleveland Show te verschijnen. In 2013 wordt The Cleveland Show na vier seizoenen gestopt en in het twaalfde seizoen van Family Guy keert Cleveland terug naar Quahog. Hij is in principe de Afro-versie van Peter: hij is erg dik en in The Cleveland Show geeft hij vaak de irrelevante grappen aan. Peter geeft om deze reden aan dat hij, van al zijn vrienden, het meest aan Cleveland is gehecht. Clevelands naam refereert aan een professioneel American footballteam, namelijk de Cleveland Browns.
- Loretta Brown was de ex-vrouw van Cleveland. In een latere aflevering gaan Loretta en Cleveland uit elkaar omdat zij is vreemdgegaan met Glenn Quagmire. Dit omdat Cleveland niet mannelijk genoeg zou zijn en omdat Loretta geen 'blanke literatuur' zou toelaten in huis. In The Cleveland Show krijgt Loretta te maken met een ongeluk dat hetzelfde overkomt als het voorval waar Cleveland vaak het slachtoffer van wordt. In tegenstelling tot Cleveland belandt Loretta echter op de tegels van het tuinpad in plaats van het gras en komt ze op haar hoofd terecht in plaats van haar achterwerk, waardoor ze overlijdt.
- Donna Brown-Tubbs is de stiefvrouw van Cleveland. In The Cleveland Show raakt ze vrij snel overstuur en ergert zich, net als Lois, regelmatig aan het gedrag van haar man. In Family Guy lijkt ze minder snel van streek te zijn en maakt soms zelfs ongepaste grappen als haar man in de knoei zit.
- Enig kind Cleveland Brown Jr. is een hyperactief mannetje, dat vervelend goed is in allerlei dingen, maar nergens langer dan 5 minuten interesse in heeft. Ondanks zijn overgewicht is Cleveland Jr. duidelijk sterker dan zijn vader. In The Cleveland Show blijkt Cleveland Jr. een enorm aantal kilo's te zijn aangekomen, als de familie Brown terugkeert is dat duidelijk te zien. In The Cleveland Show is hij veel rustiger dan in Family Guy
- Stiefkind Roberta Tubbs is de enige dochter van Cleveland. Ze is behoorlijk rebels en vindt haar uiterlijk zeer belangrijk. Net als Meg wisselt Roberta vrij snel van emotie en heeft vaak nieuwe relaties. In The Cleveland Show praat Roberta vaak ongeïnteresseerd en in Family Guy heeft ze (nog) vrij weinig dialogen.
- Stiefkind Rallo Tubbs is het jongste kind van Cleveland en (meestal) ook het brutaalste. Hij is (waarschijnlijk) maximaal 5 jaar oud. Net als Stewie, kunnen Brian en Chris hem als een van de weinigen verstaan. Rallo is dikwijls racistisch tegenover blanken en doet zich stoer voor, maar heeft een klein hartje.

### Familie Swanson
- Luitenant Joseph Swanson is een dappere gedreven politieagent. Tijdens Kerstmis ontmoette hij echter de Grinch, wat tot gevolg had dat hij gehandicapt werd. Sindsdien kan Joe niet meer lopen en verplaatst hij zich in een rolstoel. Later in de serie worden alternatieve verklaringen gegeven, zoals dat hij gehandicapt is geworden nadat een drugsbaron zijn knieschijven kapotschoot of dat zijn benen worden overreden door een trein.
- Bonnie Swanson is Joe's echtgenote. Ze is zwanger in een groot deel van de serie. Peter heeft hier een opmerking over gemaakt ("Ten eerste, Bonnie, je bent nu al zes jaar zwanger. Krijg je eindelijk eens een kind of niet!") en in seizoen 7 is Bonnie eindelijk bevallen van een dochter, Susie.
- Kevin Swanson is de zoon van Joe en Bonnie. Hij heeft ongeveer dezelfde leeftijd als Meg. In de aflevering Stew-Roids zei Joe dat Kevin was omgekomen in Irak. In de aflevering Thanksgiving, keert Kevin terug en vertelt hij een verhaal dat hij in een coma heeft gelegen door een bom die in een kalkoen zat tijdens Thanksgiving, waarna hij zijn eigen dood in scène zette om aan de oorlog te ontsnappen en weer thuis te keren. In de aflevering Tom Tucker: The Man and His Dream, werd vermeld dat Bonnie een zelfmoordpoging van Kevin heeft voorkomen.
- Susie Swanson is de baby van Joe en Bonnie die vaak dramatische gedachten heeft.

### Familie Quagmire
- Glenn Quagmire is een succesvolle rokkenjager. Hij is piloot in de burgerluchtvaart en geobsedeerd door seks en mooie vrouwen. Hij leerde Peter kennen tijdens zijn tijd bij de marine, wanneer de bemanning van zijn schip Peter uit de oceaan opvist, wat te zien is in de aflevering Death Lives. Hij doorspekt zijn taal met de uitspraken "Giggity giggity!", "Hèh hèh allriiight!" en "Ow!", die hij sinds seizoen 17 niet meer zo vaak zegt. Hoewel hij in de eerste seizoenen alleen wordt neergezet als een perverse vrouwengek, heeft hij in de latere seizoenen meer persoonlijkheid gekregen. Dit wordt in de serie getoond door zijn ongemakkelijke vriendschap met Brian (die soms uitloopt tot haat) en problematische familieleven. Aan de andere kant komen ook de duistere kanten van zijn seksualiteit naar voren: zo wordt er meerdere malen gehint naar verkrachting. Glenn wordt vaker bij zijn achternaam genoemd dan zijn voornaam.
- Dan Quagmire is de vader van Glenn en luitenant in het Amerikaanse leger. Glenn kijkt erg tegen hem op. Als Glenn hem introduceert bij zijn vrienden in de aflevering Quagmire's Dad, komen zij er al snel achter dat hij transseksueel is en op bezoek komt omdat hij een geslachtsverandering wil laten uitvoeren. Nadat hij zich daadwerkelijk heeft laten ombouwen staat hij bekend als Ida Davis.[1]
- Ida Quagmire is de ombouwing van Dan en de 'moeder' van Glenn die meerdere keren in de serie voorkomt. Ze lijdt aan de ziekte van Crohn. Op een dvd geeft een commentator aan dat acteur Paul Bettany invloed heeft gehad op het uiterlijk van haar personage-ontwerp.
- Brenda Quagmire is de zus van Glenn. Ze komt onder andere voor in de aflevering The Story of Brenda Q. In deze aflevering verblijft ze bij Glenn en hij ziet dan dat ze erg vaak geslagen wordt door haar vriend Jeff. Glenn en zijn vrienden bedenken een plan om haar vriend te vermoorden en dit lukt uiteindelijk.
- Crystal Quagmire is de moeder van Glenn en komt maar één keer groot in de serie voor, namelijk in aflevering 10 van seizoen 13. Glenn zegt dat zij de reden is waarom hij zo geobsedeerd is door seks omdat zij met een groot aantal mannen sliep, zelfs toen hij nog maar een baby was, hieruit blijkt dat Glenn haar een heel slechte moeder vindt. Na haar seksuele obsessies te hebben overwonnen is Crystal enorm christelijk geworden.
- Gary Quagmire is de broer van Glenn en wordt slechts één keer genoemd in de 3e aflevering van seizoen 10.

### Familie Goldman
- Mort Goldman is een joodse apotheker van Poolse afkomst en een van Peters vrienden. Hij is de eigenaar van Goldman's Pharmacy en was gehuwd met Muriel Goldman tot haar overlijden. Hij heeft nogal veel gezondheidsproblemen, is vreselijk gierig, raakt snel in paniek en komt aanstellerig over.
- Muriel Goldman was de vrouw van Mort. Muriel wordt later vermoord door de nieuwslezeres Diane in de aflevering And Then There Were Fewer.
- Neil Goldman is de zoon van Mort en Muriel. Neil is een stereotiepe nerd die een oogje heeft op Meg Griffin. Zij is echter niet van hem gecharmeerd. Hij is redacteur van de schoolkrant, lid van de AV-Club en beste vriend van Chris.

## Bijrollen
- Burgemeester Adam West was de burgemeester van Quahog, bij wie duidelijk een steekje los zat. In aflevering 23 van seizoen 4 werkt Meg als stagiaire bij Burgemeester West en krijgen zij een relatie. Later trouwde hij met Lois' zus, Carol. Hij was een cameo van de acteur die zijn stem insprak.
- James Woods speelt in meerdere afleveringen en heeft criminele pathologische trekjes. In de aflevering And Then There Were Fewer wordt hij vermoord. In de aflevering Tom Tucker: The Man and His Dream blijkt dat hij na de moord toch weer tot leven gewekt is. Hij is een cameo van de acteur die zijn stem inspreekt.
- Tom Tucker is een inwoner van Quahog die bekend is als hoofdpresentator van het Channel 5 News met een kenmerkende snor.
- Jake Tucker is de zoon van Tom Tucker, die bij Chris in de klas zit.
- Diane Simmons presenteerde samen met Tom Tucker het Channel 5 News. De twee hadden echter een hekel aan elkaar, iets wat tijdens de uitzendingen regelmatig duidelijk werd. Tijdens de aflevering And Then There Were Fewer wordt zij vermoord door Stewie, omdat zij Lois dreigde te vermoorden, nadat ze Muriel had vermoord.
- Joyce Kinney is zowel een verslaggeefster als nieuwslezeres van het Channel 5 News. Ze slaat het nieuws doorgaans in de wind door dingen verkeerd te begrijpen. In tegenstelling tot Diane Simmons kan Joyce goed opschieten met Tom Tucker. In een aflevering van seizoen 9 worden haar jongere jaren duidelijk gemaakt: in een flashback is te zien dat Lois tijdens haar high school carrière een pester tegenover Joyce was, in dezelfde aflevering pakt Joyce haar terug door in een nieuwsuitzending te vertellen dat Lois vroeger een porno-actrice was, iets dat veel personages eerst niet wisten en een feit dat Lois liever geheim hield.
- Tricia Takanawa is een andere verslaggeefster van het Channel 5 News. Door haar Aziatische roots wordt ze altijd "Aziatisch verslaggever Trisha Takanawa" genoemd.
- Ollie Williams is een andere verslaggever van het Channel 5 News, die zijn verslagen en zinnen in het algemeen altijd beperkt tot één zin, bijvoorbeeld: "Het gaat regenen!" of "Vreemd!"
- John Herbert is een bejaarde pedofiele homo die verderop in de straat woont. Hij is bijzonder geïnteresseerd in Chris. Hij heeft een hoge, zachte verwijfde stem en spreekt medeklinkers sissend uit met een hoge fluittoon. Herbert komt regelmatig voor en draagt dan een lichtblauwe badjas met slippers. Hij heeft een lamme hond genaamd Jesse en maakt wandelingen met een ouderwets looprek. Ook maakt hij vaak ongepaste, seksueel getinte opmerkingen naar tienerjongens. Van zijn geschiedenis is niet veel bekend, maar er wordt aangenomen dat hij veel heeft rondgehangen bij schoolpleinen en Boy Scout Jamborees. Ook is hij een veteraan uit de Tweede Wereldoorlog. Hij is vernoemd naar John Herbert Pitman.
- Jasper is een van de weinige honden in het Family Guy-universum die kan praten. Jasper is Brians flamboyante homoseksuele neef en vertelt voortdurend vuile grappen. Brian moet meestal niets van Jasper hebben, dit is te wijten aan jeugdherinneringen, in sommige afleveringen vraagt Brian echter hulp aan Jasper als hij in de knoei zit.
- The Evil Monkey is de 'kwaadaardige' aap die in Chris' kledingkast zit en altijd op boosaardige wijze naar hem wijst. Niemand in huis gelooft dat deze aap echt bestaat totdat Chris hem in de aflevering Hannah Banana vangt en aan de anderen toont. Dan vertelt Evil Monkey dat hij juist probeert om Chris te helpen. Het wijzen met de vinger is juist bedoeld om contact te maken.
- Mr. Weed was de homoseksuele directeur van de Happy-Go-Lucky Toys fabriek, waar Peter de eerste paar seizoenen werkt. Hij stikt tijdens een etentje bij Peter thuis (seizoen 3, aflevering 9).
- Jillian is de niet al te snuggere (ex-)vriendin van Brian in latere seizoenen.
- Death is een skelet in een zwart gewaad. Hij komt af en toe voor in een aflevering en dan meestal als bijrol. Hij komt voor het eerst voor in Death Is a Bitch waar hij Peter mee wil nemen omdat hij op een formulier had geschreven dat hij dood was om niks te hoeven betalen. Hij kan ook door de tijd reizen.
- Ernie the Giant Chicken is Peters grootste vijand: een grote gele kip. Op het moment dat deze langskomt in de aflevering Da Boom, ontstaat er een minutenlange vechtscène om een vervallen kortingscoupon. Dit alles natuurlijk volledig in de stijl van Family Guy: absurd en parodiërend op bekende actiefilms. Andere optredens van Ernie the Giant Chicken zijn tijdens de afleveringen Blind Ambition, Meet the Quagmires (waar hij hem tegenkomt in het verleden, in een korte scène zie je Ernie), No Chris left Behind en Something, Something, Something, Dark Side. Bij elke ontmoeting wordt er extreem gewelddadig gevochten. Uiteindelijk wint Peter elke keer. Ernie wordt door hem voor dood achtergelaten en Peter loopt elke keer weer de ondergaande zon tegemoet. Op het laatste moment blijkt Ernie toch nog in leven te zijn voor een revanche. Hoewel hij niet al te goed kan opschieten met Peter is Lois een goede vriendin van hem.
- Nicole the Giant Chicken is voor Lois wat Ernie is voor Peter: haar grootste vijand. Bij hen ontstaan echter wat korte vechtscènes waarbij ze elkaar enkel wat slaan in plaats van 'echt' te vechten en ze houden weinig verwondingen over na hun gevechten. De relatie tussen Nicole en Peter is onbekend.
- Consuela is een Mexicaanse schoonmaakster. Ze is heel subassertief maar op haar manier ook weer heel dwingend. Het merendeel van haar zinnen eindigt met "no, no".
- Kool-Aid Man is een gigantische antropomorfe pitcher, gevuld met Tropische Punch Kool-Aid, voorzien van een gevingerverfd smiley-gezicht. Hij verschijnt in diverse afleveringen en roept dan de slogan "oh yeah", vaak nadat veel personen "oh no" hebben gezegd.
- Buzz Killington is een man die sociaal wenselijk gedrag uit het victoriaans tijdperk vertoont maar daarmee steeds weer opnieuw de stemming weet te verpesten. De naam slaat op term buzzkil, dit is wanneer iemand met een opmerking of kleine gedraging de goede stemming verpest.
- Bruce is een vaak terugkerend personage. Hij lijkt steeds een andere baan te hebben en is daardoor onmisbaar voor de economie van Quahog: zo is hij onder andere al medium, priester, scheidsrechter, masseur en therapeut geweest.
- Horace was de ex-eigenaar van The Drunken Clam. In aflevering 20 van seizoen 11, Save the Clam, vermoordt Jerome hem per ongeluk met een honkbal.
- Jerome is de huidige eigenaar van The Drunken Clam. Als iemand alleen in The Clam zit stelt hij meestal een aparte vraag. Hij houdt er niet van als The Clam rommelig wordt of als een van zijn eigendommen kapot gaan.
- Directeur Shepherd is de directeur van de James Woods High School, de school van alle tieners uit de show. Hij heeft vaak Peter en Lois op gesprek, omdat Meg of Chris iets ergs heeft gedaan, al heeft hij er zelf vrij weinig interesse in.
- Patty Patterson is een van Meg's schoolvriendinnen. Patty wordt van alle schoolvriendinnen van Meg vaak genoemd als haar beste vriendin. Ze heeft rossig haar en draagt een beugel en een bril.
- Ruth Cochamer is een van Meg's schoolvriendinnen. Ze heeft een donkerbruin afrokapsel en draagt een paarse diadeem.
- Esther is een van Meg's schoolvriendinnen. Een Afro-Amerikaanse tiener met zwart krullend haar en een kenmerkende rode bril.
- Beth is een van Meg's schoolvriendinnen. Ze heeft blond haar en verschijnt minder vaak dan Patty, Ruth en Esther.
- Connie D'Amico is de populairste student op de James Woods High School. Ze wordt vaak getoond als een pestkop tegenover Meg en Chris, hoewel ze af en toe ook meevoelend overkomt. Ze is emotioneel, fysiek en verbaal aangevallen door alle leden van de familie Griffin, maar haar houding is nooit veranderd. Haar originele achternaam was Resedes.
- Vinny is een van de weinige honden in het Family Guy-universum die kan praten. Na het overlijden van Brian, nemen de Griffins hem in huis. Hij verdwijnt twee afleveringen later als Brian terugkeert in de serie. Hij maakt een cameo op het einde van de eerste aflevering van het 15e seizoen.
- Greased-up Deaf Guy is een ingevette dove man, die maar heel af en toe voorkomt maar wel altijd voor gekke situaties zorgt.

## Stemacteurs
Seth MacFarlanePeter Griffin, Stewie Griffin, Brian Griffin, Mickey McFinnigan, Carter Pewterschmidt, Cleveland Brown Jr. (voorheen), Rallo Tubbs (voorheen), Kevin Swanson (voorheen), Glenn Quagmire, Dan Quagmire, Ida Davis, Tom Tucker, Jake Tucker, Jasper, Kool-Aid Man
Alex BorsteinLois Griffin-Pewterschmidt, Babs Pewterschmidt, Loretta Brown, Crystal Quagmire (voorheen), Tricia Takanawa, Nicole the Giant Chicken
Rachael MacFarlaneMeg Griffin (voorheen)
Tara CharendoffMeg Griffin (voorheen)
Lacey ChabertMeg Griffin (voorheen)
Mila KunisMeg Griffin
Seth GreenChris Griffin, Neil Goldman
Charles DurningFrancis Griffin
Phyllis DillerThelma Griffin
Kate McKinnonKaren "Heavy Flo" Griffin
Julie HagertyCarol Pewterschmidt
Oliver VaquerPatrick Pewterschmidt
Mike HenryCleveland Brown (voorheen), Cleveland Brown Jr. (voorheen), Rallo Tubbs (voorheen), John Herbert, Consuela, Bruce, Greased-Up Deaf Guy
Arif ZahirCleveland Brown, Rallo Tubbs
Kevin Michael RichardsonCleveland Brown Jr., Jerome
Sanaa LathanDonna Brown-Tubbs
Reagan Gomez-PrestonRoberta Tubbs
Patrick WarburtonJoe Swanson
Jennifer TillyBonnie Swanson
Scott GrimesKevin Swanson
Patrick StewartSusie Swanson
Nana VisitorBrenda Quagmire (voorheen)
Kaitlin OlsonBrenda Quagmire
Allison JanneyCrystal Quagmire
John BrennanMort Goldman, Horace
Nicole SullivanMuriel Goldman
Lori AllenDiane Simmons
Christine LakinJoyce Kinney
Phil LaMarrOllie Williams
Danny SmithThe Evil Monkey, Ernie the Giant Chicken, Buzz Killington
Adam CarollaDeath
Carlos AlazraquiMr. Weed
Drew BarrymoreJillian
Gary ColeDirecteur Shepherd
Alexandra BreckenridgePatty Patterson (voorheen)
Barclay DeVeauPatty Patterson (voorheen)
Martha MacIsaacPatty Patterson
Natasha MelnickRuth Cochamer (voorheen)
Emily OsmentRuth Cochamer
Tamera MowryEsther (voorheen)
Christina MilianEsther
Lisa WilhoitBeth, Connie D'Amico
Fairuza BalkConnie D'Amico (voorheen)
Tony SiricoVinny
Adam West'zichzelf'
James Woods'zichzelf'